# 4470 Sergeev-Censkij
A 4470 Sergeev-Censkij (ideiglenes jelöléssel 1978 QP1) a Naprendszer kisbolygóövében található aszteroida. Nyikolaj Sztyepanovics Csernih fedezte fel 1978. augusztus 31-én.